# Cercociste
El cercociste o cercocystis es un estadio larvario que se da en algunas especies de cestodes, cuando el cisticercoide presente en los huéspedes intermediarios invertebrados presenta una formación en forma de cola. Esto ocurre cuando el huésped intermediario habitual se sustituye por un vertebrado. Un ejemplo de este hecho es el Hymenolepis nana.